# Girimekhala
Girimekhala (o Girimukha) es una figura mítica destacada en las tradiciones budistas, especialmente en los relatos del Budismo Theravada asociados a Māra (el señor de la ilusión a partir de los deseos y las distracciones), Girimekhala es descrito como un elefante gigante legendario, cuya altura sería de 250 yojana. Su nombre en sánscrito/pali se interpreta como Aquel cuya montaña es su corona o Portador de la montaña; y su papel es clave en el episodio del ataque de Māra al Buda durante su meditación bajo el Árbol Bodhi.

## Descripción
Las tradiciones indican que Girimekhala es el elefante gigante que monta Māra. En textos como el Padhana Sutta y relatos del Jataka (historias de las vidas pasadas del Buda), se describe cómo Māra moviliza un ejército de demonios y criaturas aterradoras, con Girimekhala como símbolo de poder destructivo y arrogancia.
Fue unos de los medios que utilizó Mara para tratar de interrumpir la meditación de Siddhartha Gautama (el futuro Buda) realizaba bajo el Árbol Bodhi en el momento de su iluminación.
Girimekhala representa la energía bruta de la ignorancia (avidya), los deseos mundanos y el ego, que buscan mantener al ser humano atado al samsara (ciclo de nacimiento y muerte). Su tamaño colosal y su estruendo simbolizan la magnitud de las tentaciones y los miedos que enfrenta quien busca la liberación espiritual. Asi, Girimekhala, como instrumento de Māra, encarna los venenos mentales (deseo, aversión, ilusión) que nublan la percepción de la realidad.
Cuando Māra y Girimekhala cargaron contra el Buda, este permaneció impasible. Al tocar la tierra con su mano derecha (gesto  de Bhumisparsha Mudra), invocó a la diosa de la Tierra (Prithvi) como testigo de sus méritos espirituales acumulados en vidas pasadas. Este acto disipó la ilusión y Girimekhala  totalmente derrotado, se arrodilló ante el Buda. La derrota de Girimekhala y Māra marcan el triunfo de la sabiduría (prajña) sobre la ignorancia. 
En Sri Lanka y Tailandia, donde el episodio de Māra y el elefante es un tema popular en el arte y la literatura, y existen relatos no canónicos que describen a Girimekhala posteriormente rindiendo homenaje al Buda tras su derrota. En algunas versiones, se dice que Girimekhala reconoció la superioridad espiritual del Buda y dejó de servir a Māra. Estas historias no canónicas, aunque no están en los sutras, reflejan la creencia budista en el potencial de todos los seres para despertar, incluso aquellos que inicialmente se oponen al camino.

## Representación en el arte y la cultura
En pinturas y esculturas budistas (especialmente en el sudeste asiático y el Tíbet), Girimekhala suele aparecer como un elefante de múltiples cabezas o de tamaño desproporcionado, con Māra blandiendo armas sobre su lomo.  
En el arte de Sri Lanka y Tailandia, este episodio se ilustra con el Buda sereno rodeado de ofrendas florales, mientras Girimekhala yace vencido a sus pies.